# 楚成王
楚成王（前7世纪—前626年），芈姓，熊氏，名恽。楚文王之子，母亲是楚文夫人息妫。於前672年成王杀其兄杜敖而即位。

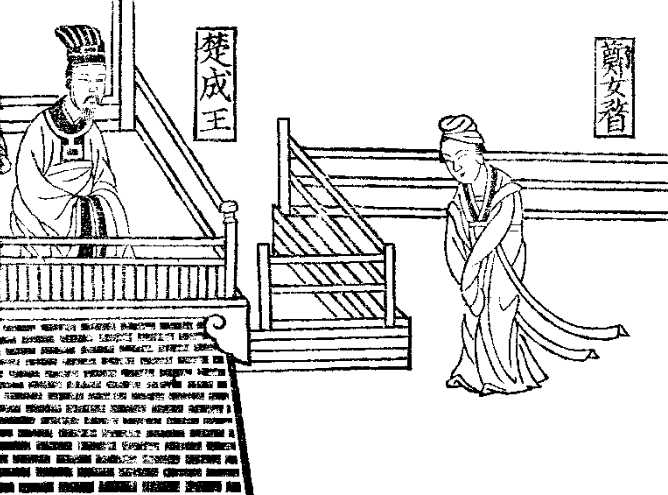
1825年畫作， 鄭瞀見楚成王

## 大事记

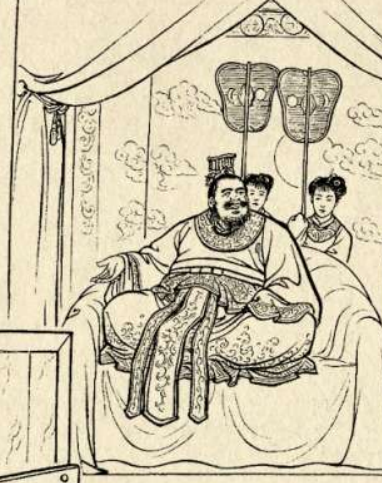
连环画《五羊皮》中的楚成王画像

- 楚成王十六年（前656年），齐桓公侵楚，成王使将屈完以兵御之，双方会盟。
- 楚成王十八年（前652年），北伐许国，二十二年伐黄国，二十六年灭之。
- 楚成王三十年（前642年），郑文公來朝，成王高興遂贈一批銅錠予鄭文公，但鄭文公離開楚宮後，成王突然後悔，派使者攔鄭文公車隊，並與之約定，此批銅錠僅以造禮器用，而非造兵器。《左傳》記載：「鄭伯始朝於楚，楚子賜之金，既而悔之，與之盟曰：「無以鑄兵。」故以鑄三鍾。」
- 楚成王三十三年（前639年），袭击宋国至孟，羞辱宋襄公。
- 楚成王三十四年（前638年），郑文公来朝，北伐宋，宋襄公被射伤，次年傷重病逝。
- 楚成王三十五年（前637年），子玉率师伐陈，取焦、夷，城顿而还。子玉继任令尹。同年冬天，晋公子重耳由郑至楚，成王以上公之礼待之。子玉请杀重耳，成王不许。
- 楚成王三十七年（前635年），子玉追秦师。
- 楚成王三十九年（前633年），鲁僖公请求借兵伐齐，取穀。齐桓公七个儿子奔楚国，楚国以七人为上大夫。灭夔。同年夏伐宋，宋救援于晋。
- 楚成王四十年（前632年）将军子玉请战，晋文公依照五年前对楚成王之诺言（參考《左傳·僖公二十二年》）“退避三舍”（九十里），以避楚师。同年四月，晋败子玉于城濮，楚师大败，子玉自杀，蒍吕臣继为令尹。
- 楚成王四十六年（前626年），意欲罷黜太子商臣，改立王子职为太子，十月，商臣與潘崇以宫甲围困成王。成王好食熊掌，臨死之前不忘食之，“俟其熟而食之，雖死不恨！”商臣說：“熊掌難熟。”最終，成王自縊而死[1]。

## 家庭
- 夫人：郑瞀
- 子：楚穆王熊商臣。弒父繼位成為楚穆王。
- 子：王子職，楚成王庶子，楚成王想殺掉商臣改立王子職，被發現後，商臣弒父繼位。

## 影視作品
- 《东周列国春秋篇》由張山飾演。